# Braunwald
Braunwald is een plaats en voormalige gemeente in het Zwitserse kanton Glarus en maakt sinds 1 januari 2011 deel uit van de gemeente Glarus Süd.
Het dorp ligt op een terras boven het dal van de Linth. Braunwald is een autovrije vakantieplaats en kan alleen door een lift bereikt worden.

## Geschiedenis
In 1421 werd de plaats al genoemd als Brunwald.
De toenmalige gemeente Braunwald ontstond in 1939 door afsplitsing van de gemeente Rüti.
De zogenaamde huisberg van Braunwald is de Ortstock, die vanuit Braunwald gemakkelijk bereikt kan worden.

## Overleden
- Hedwig Frey (1877-1938), anatome en hooglerares

- Gemeinsame Normdatei: 4234696-4
- Historisch woordenboek van Zwitserland: 000760
- Virtual International Authority File: 233774276
- WorldCat: E39PBJfGWpCDDHjwxbKGtwwXBP